# لی سه هی
این یک نام کره‌ای است؛ نام خانوادگی لی است.
لی سه هی (کره‌ای: 이세희؛ زادهٔ ۲۲ دسامبر ۱۹۹۱) بازیگر اهل کره جنوبی است.

## فیلم‌شناسی

### فیلم
| سال  | عنوان               | نقش                  | توضیحات     | منابع |
| ---- | ------------------- | -------------------- | ----------- | ----- |
| ۲۰۱۷ | دونده‌های نیمه‌شب     | سه هی، زن در کلوب    |             | [ ۲ ] |
| ۲۰۱۸ | فنگ شویی            | گیسنگی از وول‌یونگ‌گاگ |             | [ ۲ ] |
| ۲۰۲۰ | چیزهایی مثل سگ      | می-جونگ              |             | [ ۲ ] |
| ۲۰۲۱ | نیمه‌شب              | دوست‌دختر             | فیلم تیوینگ | [ ۲ ] |
| ۲۰۲۱ | من فقط می‌تونم ببینم | سو یو-ری             |             | [ ۲ ] |

### مجموعه تلویزیونی
| سال       | عنوان                    | نقش             | توضیحات                   | منابع  |
| --------- | ------------------------ | --------------- | ------------------------- | ------ |
| ۲۰۱۸      | بذار معرفی کنم           |                 |                           | [ ۲ ]  |
| ۲۰۱۹      | رؤیاهای متفاوت           |                 |                           | [ ۳ ]  |
| ۲۰۱۹      | همه می‌گویند کونگداری     | جوانی جو سون جا |                           | [ ۴ ]  |
| ۲۰۱۹      | شبح را بگیر              | مدونا           |                           | [ ۴ ]  |
| ۲۰۲۰      | اس‌اف۸                    | جانگ جون اوه    | قسمت ۶، «White Crow»      | [ ۵ ]  |
| ۲۰۲۰      | پخش زنده                 | جونگ هی سو      |                           | [ ۶ ]  |
| ۲۰۲۱      | هم‌اتاقی من یک گومیهو است | گیسنگ           | حضور افتخاری (قسمت ۱، ۱۰) |        |
| ۲۰۲۱      | پلی‌لیست بیمارستان        | کانگ سو یه      | فصل ۲                     | [ ۷ ]  |
| ۲۰۲۱–۲۰۲۲ | بانوی جوان و جنتلمن      | پارک دان دان    |                           | [ ۸ ]  |
| ۲۰۲۲      | دادستان بد               | شین آ را        |                           | [ ۹ ]  |
| ۲۰۲۴      | زن زیبا و مرد رمانتیک    | سه را           | حضور افتخاری (قسمت ۱۷)    | [ ۱۰ ] |
| ۲۰۲۴      | کسب‌وکار شریف             | لی جو ری        |                           | [ ۱۱ ] |

### مجموعه اینترنتی
| سال  | عنوان                     | نقش        | منابع  |
| ---- | ------------------------- | ---------- | ------ |
| ۲۰۱۹ | تئوری ساندویچ             | چوی سون هی | [ ۱۲ ] |
| ۲۰۱۹ | سکانس بوسه در یون‌نام دونگ | نام جین جو | [ ۱۲ ] |
| ۲۰۲۰ | بوسه گابلین               | یون سول هی | [ ۱۲ ] |
| ۲۰۲۰ | انقلاب عشق                | جانگ هه ری | [ ۱۳ ] |

### حضور در موزیک ویدئوها
| سال  | نام آهنگ                           | آرتیست      | منابع         |
| ---- | ---------------------------------- | ----------- | ------------- |
| ۲۰۱۵ | «۳۶۴ روز رؤیا» (364 Days of Dream) | نا یون کوان | [ ۱۴ ] [ ۱۵ ] |
| ۲۰۱۶ | «فقط بیا پیشم» (Just Come to Me)   | اوم         | [ ۱۶ ]        |
| ۲۰۱۷ | «فردا آفتابیه» (Sunny Tomorrow)    | سینگل رایدر | [ ۱۷ ]        |